# Las Consecuencias Tour
Las Consecuencias Tour fue una gira del músico español Enrique Bunbury promocionando su sexto trabajo de estudio titulado Las Consecuencias.
La gira comenzó el 24 de abril de 2010 en EE. UU. y finalizó el 10 de diciembre de ese mismo año en España, recorriendo también Latinoamérica. Se caracterizó por tocar en teatros con poca capacidad de gente y el público sentado.
Durante el tour se filmó una película-documental dirigida por la productora 700 GRAMOS, el 11 de noviembre de 2009, 700g Films comenzó a rodar este documental en el histórico concierto del Estadio Azteca (México, D. F.).
También se grabó un disco en vivo los días 3, 4 y 5 de noviembre en el teatro Gran Rex de Argentina, titulado Gran Rex publicado en 2011.

## Fechas del Tour
Estas son todas las ciudades que recorrió en el Tour:
| Fecha                   | Ciudad           | País           | Lugar                               |
| ----------------------- | ---------------- | -------------- | ----------------------------------- |
| 24 de abril de 2010     | El Paso          | Estados Unidos | El Paso County Coliseum             |
| 27 de abril de 2010     | Houston          | Estados Unidos | House of Blues                      |
| 28 de abril de 2010     | Dallas           | Estados Unidos | House of Blues                      |
| 30 de abril de 2010     | Detroit          | Estados Unidos | Andrews Hall                        |
| 1 de mayo de 2010       | Chicago          | Estados Unidos | V Live                              |
| 2 de mayo de 2010       | Chicago          | Estados Unidos | V Live                              |
| 4 de mayo de 2010       | New York         | Estados Unidos | Irving Plaza                        |
| 5 de mayo de 2010       | New York         | Estados Unidos | Irving Plaza                        |
| 8 de mayo de 2010       | Boston           | Estados Unidos | House of Blues                      |
| 12 de mayo de 2010      | Washington D. C. | Estados Unidos | Warner Theatre                      |
| 14 de mayo de 2010      | Charlotte        | Estados Unidos | The Fillmore                        |
| 15 de mayo de 2010      | Atlanta          | Estados Unidos | Tabernacle                          |
| 16 de mayo de 2010      | Miami            | Estados Unidos | The Fillmore                        |
| 19 de mayo de 2010      | Nueva Orleans    | Estados Unidos | House of Blues                      |
| 21 de mayo de 2010      | Denver           | Estados Unidos | Gothic Theatre                      |
| 22 de mayo de 2010      | Salt Lake City   | Estados Unidos | The Depot                           |
| 24 de mayo de 2010      | Las Vegas        | Estados Unidos | House of Blues                      |
| 26 de mayo de 2010      | Anaheim          | Estados Unidos | House of Blues                      |
| 27 de mayo de 2010      | West Hollywood   | Estados Unidos | House of Blues                      |
| 29 de mayo de 2010      | West Hollywood   | Estados Unidos | House of Blues                      |
| 30 de mayo de 2010      | Anaheim          | Estados Unidos | House of Blues                      |
| 2 de junio de 2010      | San Francisco    | Estados Unidos | The Fillmore                        |
| 3 de mayo de 2010       | Ventura          | Estados Unidos | Ventura Theatre                     |
| 4 de junio de 2010      | San Diego        | Estados Unidos | 4th and B                           |
| 6 de junio de 2010      | Phoenix          | Estados Unidos | Celebrity Theatre                   |
| 8 de junio de 2010      | Tucson           | Estados Unidos | Rialto Theatre                      |
| 1 de octubre de 2010    | Puebla           | México         | Auditorio Siglo XXI                 |
| 2 de octubre de 2010    | Puebla           | México         | Auditorio Siglo XXI                 |
| 4 de octubre de 2010    | Distrito Federal | México         | Auditorio Nacional                  |
| 6 de octubre de 2010    | Distrito Federal | México         | Auditorio Nacional                  |
| 7 de octubre de 2010    | Distrito Federal | México         | Auditorio Nacional                  |
| 9 de octubre de 2010    | Aguascalientes   | México         | Teatro Aguascalientes               |
| 10 de octubre de 2010   | Aguascalientes   | México         | Teatro Aguascalientes               |
| 12 de octubre de 2010   | Durango          | México         | Plaza IV Centenario                 |
| 13 de octubre de 2010   | Torreón          | México         | Teatro Nazas                        |
| 16 de octubre de 2010   | Monterrey        | México         | Auditorio Banamex                   |
| 18 de octubre de 2010   | Distrito Federal | México         | Auditorio Nacional                  |
| 20 de octubre de 2010   | Distrito Federal | México         | Auditorio Nacional                  |
| 23 de octubre de 2010   | Querétaro        | México         | Auditorio Josefa Ortiz de Domínguez |
| 24 de octubre de 2010   | Guadalajara      | México         | Auditorio Telmex                    |
| 26 de octubre de 2010   | Morelia          | México         | Teatro Morelos                      |
| 28 de octubre de 2010   | Morelia          | México         | Teatro Morelos                      |
| 29 de octubre de 2010   | Silao            | México         | Auditorio del Bicentenario          |
| 31 de octubre de 2010   | Acapulco         | México         | Fórum de Mundo Imperial             |
| 3 de noviembre de 2010  | Buenos Aires     | Argentina      | Gran Rex                            |
| 4 de noviembre de 2010  | Buenos Aires     | Argentina      | Gran Rex                            |
| 5 de noviembre de 2010  | Buenos Aires     | Argentina      | Gran Rex                            |
| 19 de noviembre de 2010 | Valencia         | España         | Palacio de Congresos                |
| 20 de noviembre de 2010 | Valencia         | España         | Palacio de Congresos                |
| 22 de noviembre de 2010 | Valencia         | España         | Palacio de Congresos                |
| 26 de noviembre de 2010 | Málaga           | España         | Auditorio Municipal de Málaga       |
| 27 de noviembre de 2010 | Málaga           | España         | Auditorio Municipal de Málaga       |
| 1 de diciembre de 2010  | Madrid           | España         | Palacio de Deportes                 |
| 3 de diciembre de 2010  | Zaragoza         | España         | Pabellón Príncipe Felipe            |
| 8 de diciembre de 2010  | Barcelona        | España         | Gran Teatro del Liceo               |
| 10 de diciembre de 2010 | Barcelona        | España         | Gran Teatro del Liceo               |

## Lista de canciones
Canciones interpretadas a lo largo de la gira:
- El Tiempo de las Cerezas
- Algo en Común
- Las Consecuencias
- Ella Me Dijo que No
- Puta Desagradecida
- De Todo el Mundo
- Porque las cosas cambian
- Los Restos del Naufragio
- Alicia
- Frente a frente
- Lo que Queda por Vivir
- De Mayor
- Doscientos Huesos y un Collar de Calaveras
- Contar Contigo
- El Anzuelo
- Irremediablemente Cotidiano
- Los Habitantes
- Senda
- Iberia Sumergida
- Solo Si me Perdonas
- Sácame de Aquí
- El Extranjero
- La Señorita Hermafrodita
- Enganchado a Ti
- Que Tengas Suertecita
- El Hombre Delgado que no Flaqueará Jamás
- Infinito
- El Rescate
- Hay Muy Poca Gente
- Sí
- Apuesta por el Rocanrol
- El Viento a Favor
- Bujías Para el Dolor
- Lady Blue
- Aunque No Sea Conmigo
- Aquí
- Hijo del Pueblo
- En Brazos de la Fiebre
- Tesoro
- Bravo
- El Porqué de Tus Silencios
- La Herida
- Canto (El Mismo Dolor)
- Si No Fuera por Ti
- Desmejorado
- El Boxeador
- Es Hora de Hablar
- Robinson
- La Chica Triste que Te Hacía Reír
- El Rumbo de Tus Sueños
- Bailando Con el Enemigo
- Vámonos
- Déjame Llorar
- Con el Alma en los Labios
- Lo Que Más Te Gustó de Mí
- Nunca se Convnce del Todo a Nadie de Nada
- Dos Clavos a mis Alas
- El Aragonés Errante
- La Chispa Adecuada
- ...Y al Final

Canciones interpretadas con músicos invitados:
- Déjame Lllorar, con Adán Jodorowsky (7 de octubre de 2010, Ciudad de México)
- Desmejorado, con Carlos Ann (18 de octubre de 2010, Ciudad de México)
- ...Y Al Final y Bailando con el Enemigo, con Javier Iñigo (3 de diciembre de 2010, Zaragoza)